# Carles Capdevila i Recasens
|  | Aquest article tracta sobre l'actor i escriptor català. Vegeu-ne altres significats a «Carles Capdevila». |

Carles Capdevila i Recasens (Barcelona, 1879 - Barcelona, 30 de gener de 1937) fou un escriptor, actor, pintor, traductor, crític d'art i periodista català.

## Biografia
Capdevila va néixer l'any 1879 a Barcelona i es casà anys després amb l'actriu Emília Baró. A nivell periodístic, fou redactor en cap (1922) i director (1929-1937) de La Publicitat i publicà obres teatrals així com s'assajos de figures rellevants de la cultura catalana. També feu nombroses traduccions al català d'obres de teatre d'autors com Sòfocles, Shakespeare o Shaw, i la traducció de la novel·la Guerra i pau, de Lev Tolstoi (1928). Sobre els escenaris actuà al Teatre Romea i feu de director al Teatre Novetats de Barcelona. Anys més tard, el 1936, fou nomenat director del Teatre Català de la Comèdia. Morí l'any 1937 a la seva ciutat natal.
Va ser militant d'Acció Catalana i, en temes teatrals, va col·laborar al Mirador, el setmanari vinculat al partit.
Va morir per una grip derivada en bronco-pneumònia quan tot just havia fet cinquanta-vuit anys.

## Obres escrites

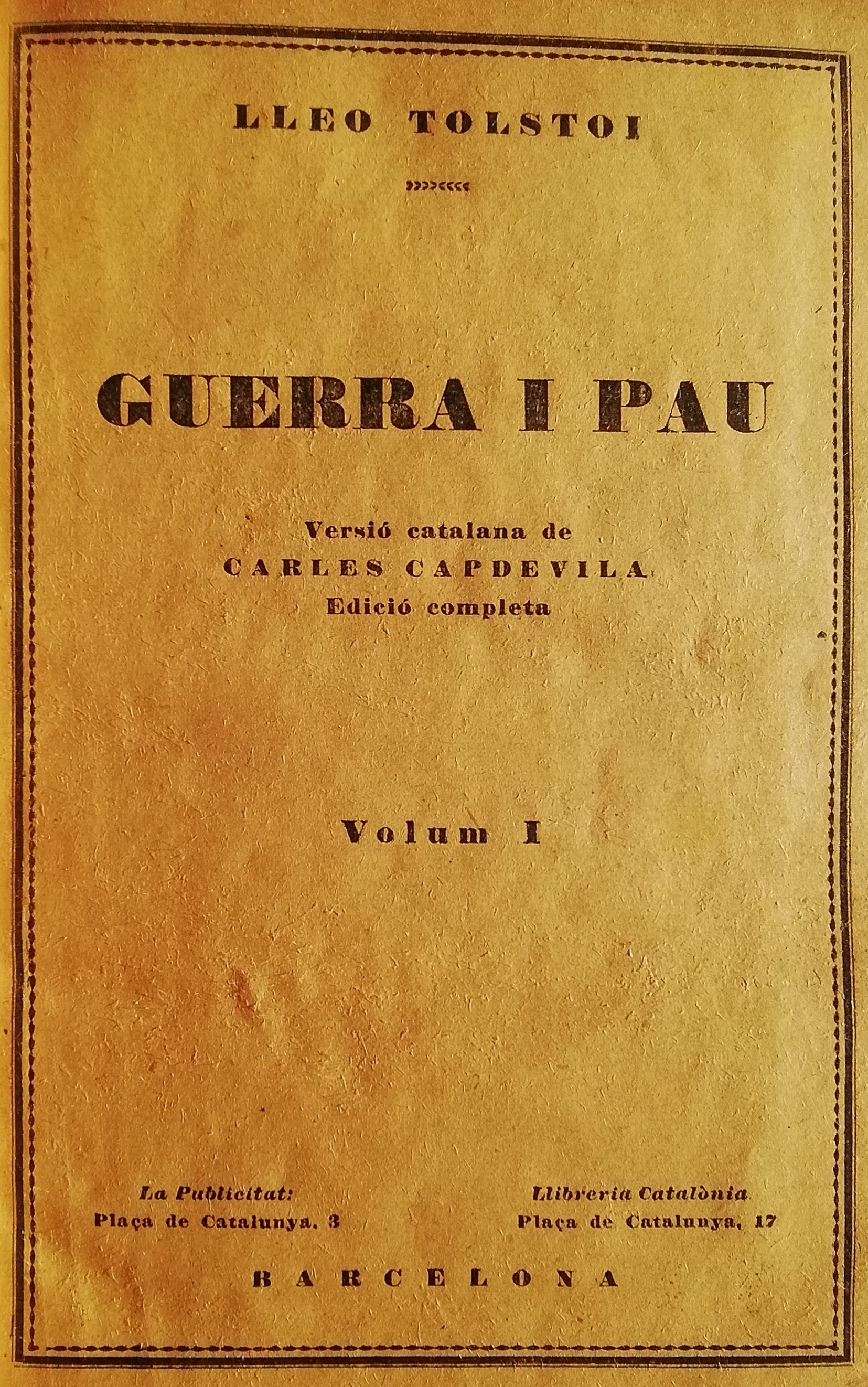
Carles Capdevila va escriure una versió/traducció de Guerra i Pau de Tolstoi, publicada a Barcelona l'any 1928

### Teatre
- La veritat sense contemplacions (1922)

### Traduccions teatrals
- La festa dels reis o lo que vulgueu, original de William Shakespeare (1907)
- El barber de Sevilla, original de Pierre-Augustin Caron de Beaumarchais (1908)
- L'assumpció d'Hannele Mattern, original de Gerhart Hauptmann (1908)
- Èdip rei, original de Sòfocles. Traducció en col·laboració de J. Pahissa, E. i J. Ors i Xavier Viura.
- L'intrús, original de Tristan Bernard (1911)
- L'amor vetlla, original de Robert de Flers, Emmauel Aréne i Gaston Armand de Caillavet (1911)
- Stevenson, l'hoste milionari, original de Loránd Orbok (1918)
- El cavaller de Seintgal, original de Loránd Orbok (1919)
- El claustre, drama en quatre actes original d'Émile Verhaeren (La Novel·la Teatral Catalana, 1919)
- El germà del mestre, original de Loránd Orbok (1920)
- Els retrucs de l'amor, original de Charles-Maurice Hennequin i Albin Valabrègue (1920)
- Jugada suprema, original d'Ernest Didring (1921)
- El deixeble del diable, original de George Bernard Shaw (1925)
- Santa Joana, original de George Bernard Shaw (1927)
- L'home i les armes, original de George Bernard Shaw (1934)

### Assaig
- Santiago Rusiñol (1925)
- Joaquim Mir (1931)
- Àngel Guimerà (1938)